# Берейторская школа

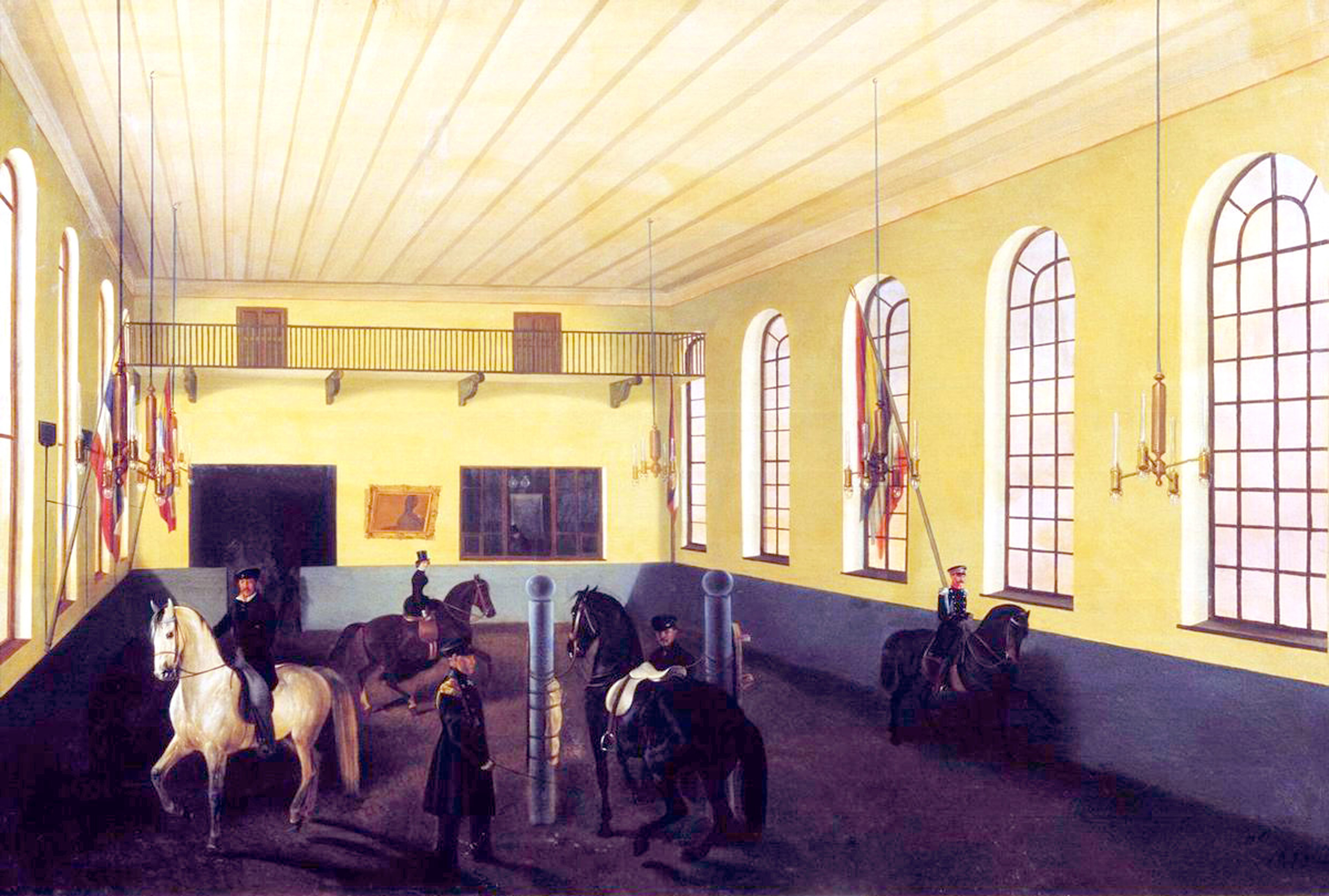
Николай Егорович Сверчков, В Русском Манеже, 1853 год.

Берейторская школа — военно-учебное заведение для подготовки берейторов и выездки офицерских лошадей, в Вооружённых силах Российской империи.
В некоторых источниках имеет наименование Гвардейская берейторская школа.

## История
Гвардейская Берейторская школа существовала в Санкт-Петербурге с 1819 года по 1882 год назначалась для специального образования сведущих берейторов в кавалерию и конно-артиллерию, а также для выездки офицерских лошадей. Первоначально школа состояла частью из унтер-офицеров, присылаемых из воинских частей, частью — из кантонистов. Занятия учеников практически ограничивались одной верховою ездой. В этом виде школа существовала до 1827 года, когда было введено преподавание теории верховой езды и иппологии. В школу положено было принимать лишь вольноопределяющихся, среди которых рассчитывали найти лиц с достаточным для указанной цели образованием. Высочайше утверждённым положением от 24 ноября программа занятий в берейторской школе была ещё более расширена. Курс обучения длился шесть лет и разделялся на два класса. Ежегодно школу оканчивали 4—6 человек. Показавшие хорошие успехи по всем предметам выпускались берейторами, с чином коллежского регистратора.
С 1819 года Берейторская школа размещалась в трёх зданиях Михайловского замка. Главный корпус Школы размещался в правой (восточной) кордегардии, рядом с ней, через Инженерную улицу, находилась конюшня Школы и напротив — Михайловский манеж. В период 1862—1882 годов, Школа также имела летний лагерь в Красном Селе (Санкт-Петербург, Красное Село. Дворец Александра I, сейчас это ул. Горбунова дом № 3). Дополнительная база нужна была Школе для проведения полевых манёвров и предварительной разработки новых отделов подготовки.
С учреждением Офицерской кавалерийской школы и при ней школы инструкторов верховой езды берейторская школа была упразднена.

## Начальники школы
- 1.07.1827 — 15.02.1832 — генерал-лейтенант граф Василий Васильевич Левашов
- 1832 — 1840 — полковник[1] (с 26.02.1841 генерал-майор[6]) Иван Фёдорович Бобинский
- 1840 — 1856 — полковник Иван Фёдорович Кнорринг
- 29.01.1856 — 1862 — полковник (с 30.08.1861 генерал-майор) Андрей Николаевич Петров
- 1863 — 1882 — полковник (с 27.12.1869 генерал-майор) Карл Александрович Сиверс